# Peter Joachim Lapp

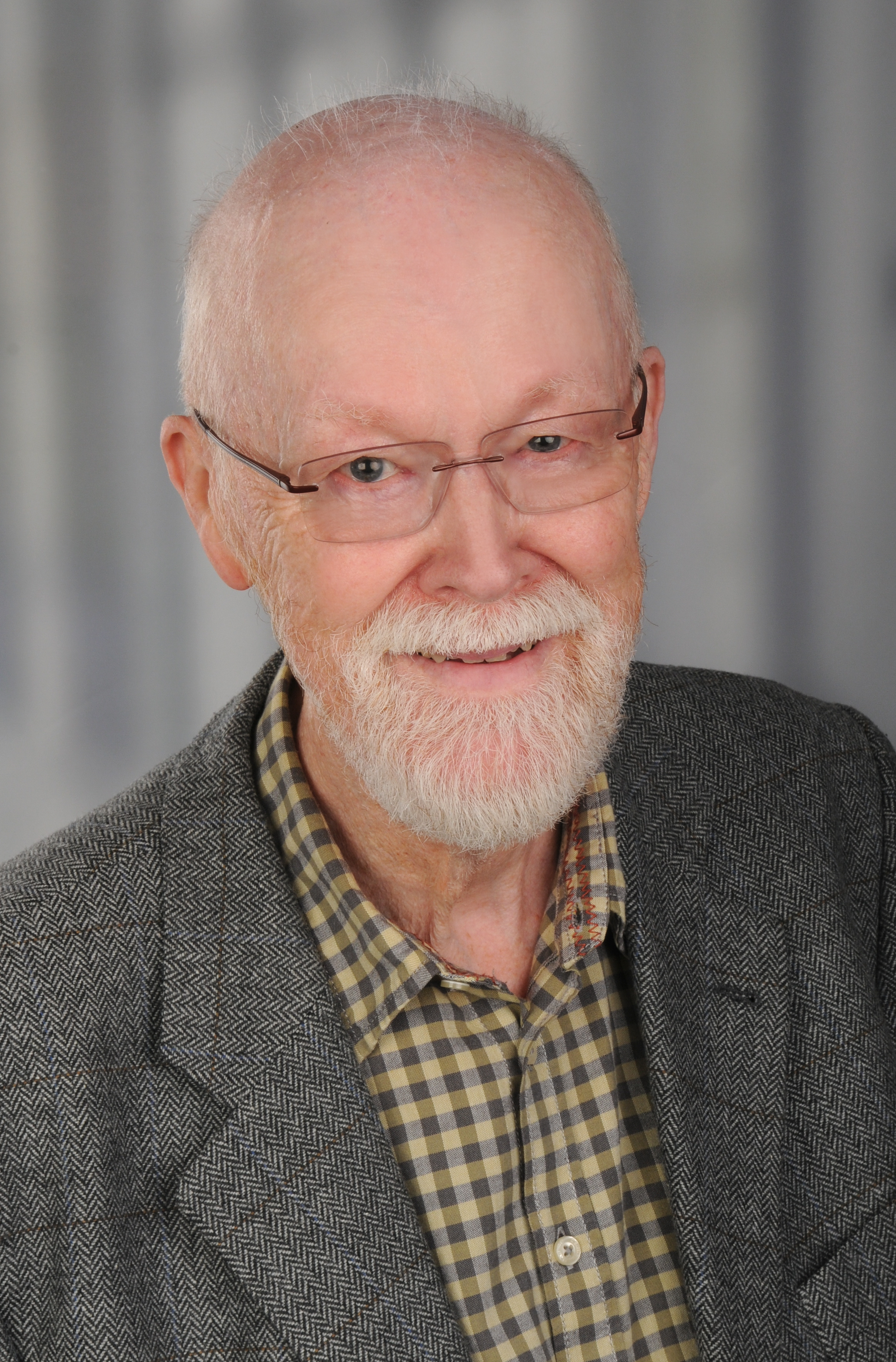
Peter Joachim Lapp (2019)

Peter Joachim Lapp (* 22. Oktober 1941 in Elbing) ist ein deutscher Politologe und Publizist. Er war von 1977 bis 1997 politischer Redakteur beim Deutschlandfunk und arbeitet heute als freier Autor.

## Werke
- Der Staatsrat im politischen System der DDR (1960–1971). Westdeutscher Verlag, Opladen 1972.
- Die Volkskammer der DDR. Westdeutscher Verlag, Opladen 1975.
- Der Ministerrat der DDR. Westdeutscher Verlag, Opladen 1982.
- Wahlen in der DDR. Verlag Gebr. Holzapfel, Berlin 1982.
- Die Volksmarine der DDR. (Zusammen mit Siegfried Breyer), Bernard & Graefe, Koblenz 1985.
- Frontdienst im Frieden. Die Grenztruppen der DDR. 2. Aufl., Bernard & Graefe, Bonn 1987.
- Traditionspflege in der DDR. Gebr. Holzapfel, Berlin (West) 1988.
- Die „befreundeten Parteien“ der SED. DDR-Blockparteien heute. Verlag Wissenschaft und Politik, Köln 1988.
- Ausverkauf. Das Ende der Blockparteien. Mit einem Vorwort von Lothar de Maizière. Edition Ost, Berlin 1998.
- Gefechtsdienst im Frieden. Das Grenzregime der DDR 1945–1990. Bernard & Graefe, Bonn 1999, ISBN 3-7637-5992-1.
- Transit Westberlin. Erlebnisse im Zwischenraum. (Zusammen mit Friedrich Christian Delius). Mit einem Geleitwort von Egon Bahr, 2. Aufl., Ch. Links Verlag, Berlin 2000, ISBN 3-86153-198-4.
- Ulbrichts Helfer. Wehrmachtsoffiziere im Dienste der DDR. Bernard & Graefe, Bonn 2000, ISBN 3-7637-6209-4.
- General bei Hitler und Ulbricht. Vincenz Müller – Eine deutsche Karriere. Ch. Links Verlag, Berlin 2003, ISBN 3-86153-286-7 (dazu 2003 WDR-FS-Film; Redaktion: Heribert Schwan).
- Georg Dertinger. Journalist – Außenminister – Staatsfeind. Herder, Freiburg 2005, ISBN 3-451-23007-0.
- Die Grenze. Ein deutsches Bauwerk. (Zusammen mit Jürgen Ritter). Mit einem Geleitwort von Rainer Eppelmann und einem Beitrag von Ulrich Schacht. 9. Auflage, Links, Berlin 2015, ISBN 978-3-86153-560-7.
- Die Garde des Erich Mielke – Der militärisch-operative Arm des MfS. Das Berliner Wachregiment „Feliks Dzierzynski“. (Zusammen mit Hagen Koch). 2. Aufl., Helios, Aachen 2014, ISBN 978-3-938208-72-4.
- Schüler in Uniform. Die Kadetten der Nationalen Volksarmee. Helios, Aachen 2009, ISBN 978-3-86933-003-7.
- Aus deutscher Teilungszeit. Eine Ost-West-Biografie. Helios, Aachen 2009, ISBN 978-3-938208-98-4.
- Die zweite Chance. Wehrmachtsoffiziere im Dienste Ulbrichts. Helios, Aachen 2010, ISBN 978-3-86933-023-5.
- Die Mauer – Eine Grenze durch Deutschland. Hrsg. von der Landeszentrale für politische Bildung Thüringen, 3. Aufl., Erfurt 2022, ISBN 978-3-948643-63-8.
- Gerald Götting. CDU-Chef in der DDR. Eine politische Biografie, Helios, Aachen 2011, ISBN 978-3-86933-051-8.
- Grenzregime der DDR. Helios, Aachen 2013, ISBN 978-3-86933-087-7.
- Deutschland grenzenlos. Bilder der deutsch-deutschen Grenze. Damals und heute (zusammen mit Jürgen Ritter). Geleitwort von Rainer Eppelmann, 4. Aufl., Links, Berlin 2022, ISBN 978-3-96289-170-1.
- Offiziershochschule „Rosa Luxemburg“. Kaderschmiede der DDR-Grenztruppen, Helios, Aachen 2014, ISBN 978-3-86933-113-3.
- Rollbahnen des Klassenfeindes. Die DDR-Überwachung des Berlin-Transits 1949–1990, Helios, Aachen 2015, ISBN 978-3-86933-136-2.
- Die Dresdener Prozesse gegen Hans Modrow wegen „Anstiftung zur Wahlfälschung“ S. 67ff in Andreas Heyer: Diskutieren über die DDR. Festschrift zum 75. Geburtstag von Siegfried Prokop, Band 1, Norderstedt BoD, 2015, ISBN 978-3-7392-1172-5. Cover, 2015.
- Kampf und Untergang der 17. Armee im 2. Weltkrieg. Militärhistorische Skizze eines Großverbandes der Wehrmacht an der Ostfront. Helios, Aachen 2016, ISBN 978-3-86933-154-6.
- Grenzbrigade Küste. DDR-Grenzsicherung zur See, Helios, Aachen 2017, ISBN 978-3-86933-182-9
- Gesellschaft für Sport und Technik – Schule der Soldaten von morgen. Militärpolitische Studie einer DDR-Wehrorganisation, Helios, Aachen 2018, ISBN 978-3-86933-226-0
- Die DDR im Jahr 1961, hrsg. von der LZ für politische Bildung Thüringen, Erfurt 2019, ISBN 978-3-946939-64-1
- Hitlers NS-Führungsoffiziere 1944/45. Die letzten Propagandisten des Endsieges, Helios, Aachen 2019, ISBN 978-3-86933-238-3
- Zuchthausjahre. Strafgefangener in der DDR. Ein Zeitzeugen-Bericht. Hrsg. von der Vereinigung der Opfer des Stalinismus, first minute taschenbuchverlag Alexander Richter, Berlin / Emsdetten 2019, ISBN 978-3-932805-81-3
- Arbeitsgemeinschaft ehemaliger Offiziere. DDR-Propaganda gegen die Bundeswehr, Helios, Aachen 2020, ISBN 978-3-86933-251-2
- Armee im Schatten. Militärhistorische Studie zur 17. Armee im 2. Weltkrieg, Helios, Aachen 2021, ISBN 978-3-86933-264-2
- Die DDR im Jahr 1952, hrsg. von der LZ für politische Bildung Thüringen, Erfurt 2022, ISBN 978-3-948643-59-1
- Volkspolizei als Teil des Grenzregimes der DDR. Dokumentation und Analyse, Helios, Aachen 2023, ISBN 978-3-86933-288-8
- DEUTSCHE CHRISTEN IN ROT ? Ulbrichts Pfarrerbund. Dokumentation und Analyse, Helios, Aachen 2023, ISBN 978-3-86933-290-1
- Vincenz Müller. General in Wehrmacht und Volksarmee, Helios, Aachen 2024, ISBN 978-3-86933-297-0
- Parteifunktionäre in Uniform. Die Politoffiziere der SED, Helios, Aachen 2024, ISBN 978-3-86933-299-4